# Rugodentus keralaensis
Famille
Genre
Espèce
Synonymes
- Heterometrus bastawadei Rossi, 2016

Rugodentus keralaensis, unique représentant du genre Rugodentus et de la famille des Rugodentidae, est une espèce de scorpions.

## Distribution
Cette espèce est endémique du Kerala en Inde. Elle se rencontre dans le district d'Ernakulam vers Kodanad.

## Description
Le mâle holotype mesure 40,75 mm.

## Systématique et taxinomie
La sous-famille des Rugodentinae a été élevée au rang de famille par Prendini et Loria en 2020.

## Étymologie
Son nom d'espèce, composé de kerala et du suffixe latin -ensis, « qui vit dans, qui habite », lui a été donné en référence au lieu de sa découverte, le Kerala.

## Publication originale
- Bastawade, Sureshan & Radhakrishnan, 2005 : « A new subfamily, genus and species of scorpion (Arachnida: Scorpionida) from Kerala. » Records of the Zoological Survey of India, vol. 104, no 3/4, p. 77-82 (texte intégral).